# Эдстранд, Анн-Луиза
Анн-Луиза Карина Эдстранд (швед. Ann-Louise Carina Edstrand; 25 апреля 1975, Эрншёльдсвик, Швеция) — шведская хоккеистка, игравшая на позиции защитника. Выступала за шведские клубы: МОДО, «Нака», АИК, «Мелархёйден/Бреденг» и «Сегельторп». Игрок национальной сборной Швеции, проведшая более 200 международных матчей. Выступала на трёх Олимпиадах, став серебряным призёром 2006 года и бронзовым призёром 2002 года. Двукратный бронзовый призёр чемпионатов мира (2005 и 2007). Чемпионка Европы (1996). Восьмикратная чемпионка Швеции. Включена в Зал славы шведского хоккея (2016). В сезоне 2017/18 была ассистентом главного тренера клуба МОДО.

## Биография
Анн-Луиза Эдстранд родилась в Эрншёльдсвике. Она начала заниматься хоккеем в местном клубе МОДО. С 1989 года Эдстранд стала играть за основную команду в женском чемпионате Швеции. МОДО несколько раз играл в матче за 3-е место, но неизменно проигрывал соперникам. В сезоне 1993/94 Анн-Луиза дебютировала за сборную Швеции. Её первым крупным международным турниром стал чемпионат мира 1994. Через год Эдстранд играла на чемпионате Европы 1995, на котором шведская сборная завоевала серебряные медали. В 1995 году она покинула МОДО и перешла в самую сильную женскую команду страны — «Нака». За столичную команду она играла до конца сезона 1997/98, после которого клуб «Нака» был закрыт. Она дважды выигрывала чемпионский титул и один раз бронзовую медаль национального турнира. В 1995 году Эдстранд вместе с национальной командой выиграла чемпионат Европы. В сезоне 1997/98 Анн-Луиза приняла участие на первом женском хоккейном турнире Зимних Олимпийских игр 1998 в Нагано. Она вошла в число худших защитников своей сборной по показателю полезности — «-5». Национальная команда заняла на турнире 5-е место, опередив только сборную Японии. С 1998 по 2000 год она играла за клуб АИК, дважды завоёвывая серебряные медали чемпионата Швеции. Эдстранд регулярно получала вызов из национальной команды. На чемпионате мира 1999 она стала лучшим снайпером своей сборной, забросив 4 шайбы.
С 2000 года Эдстранд стала играть за лидера женского чемпионата Швеции — «Мелархёйден/Бреденг». За 6 лет в клубе, вплоть до его закрытия по окончании сезона 2015/16, она выиграла пять чемпионских титулов. Анн-Луиза выступала на Зимних Олимпийских играх 2002 в Солт-Лейк-Сити. Она закончила чемпионат с худшим показателем «плюс-минус» в команде. Шведки играли в матче за 3-е место, где победили сборную Финляндии — 2:1. На чемпионате мира 2005, проходившим в Швеции, она помогла сборной впервые в своей истории завоевать бронзовые медали. В сезоне 2005/06, во время Зимних Олимпийских игр 2006 в Турине, Анн-Луиза вместе со сборной совершили главную сенсацию в женском хоккее, выйдя в финал турнира, где они проиграли сборной Канады. С 2006 года она стала играть в чемпионате Швеции за новый клуб — «Сегельторп», куда перешли многие лидеры «Мелархёйден/Бреденг». В первый сезон Анн-Луиза вместе с командой дошли до финала, где проиграли в овертайме АИКу. На чемпионате мира 2007 она в составе сборной страны, как и два года назад, завоевала бронзовую медаль. Перед сезоном 2007/08 была образована новая лига — Рикссериен, ставшая высшим дивизионом чемпионата Швеции. Эдстранд помогла «Сегельторпу» выиграть лигу, завоевав свой восьмой чемпионский титул в карьере. В апреле 2008 года она сыграла на последнем для себя чемпионате мира, завершившимся для сборной Швеции вне призовых мест. В сезоне 2008/09 Анн-Луиза не участвовала в международных матчах. В 2009 году, по окончании чемпионата Швеции, по итогам которого «Сегельторп» завоевал серебряные медали, она завершила свою игровую карьеру. В 2016 году Эдстранд была включена в Зал славы шведского хоккея. Перед сезоном 2016/17 она вернулась в хоккей, подписав на 2 года тренерский контракт с клубом МОДО. По словам Анн-Луизы, она всегда хотела попробовать поработать в качестве тренера, поэтому приняла приглашение главного тренера МОДО Бьёрна Эдлунда стать его помощником. После одного сезона в качестве ассистента тренера, Эдстранд покинула МОДО и прекратила свою тренерскую деятельность.

## Стиль игры
Анн-Луиза Эдстранд являлась габаритным защитником с отличным уровнем катания. В сборной она эффективно задействовалась в нападении.

## Статистика
| Легенда | Легенда                    | Легенда | Легенда                   | Легенда | Легенда    |
| ------- | -------------------------- | ------- | ------------------------- | ------- | ---------- |
| И       | Количество проведённых игр | Штр     | Штрафное время            | +/−     | Плюс-минус |
| Г       | Голы                       | П       | Голевые передачи          | О       | Очки       |
| -       | Статистика неизвестна      | —       | Статистика не учитывалась |         |            |

### Международная
По данным: Eurohockey.com и Eliteprospects.com

## Достижения
| Год                          | Команда             | Достижение                              | Достижение |
| ---------------------------- | ------------------- | --------------------------------------- | ---------- |
| Клубные                      |                     |                                         |            |
| 1996, 1998                   | Нака                | Чемпионка Швеции (8)                    |            |
| 2001, 2002, 2003, 2005, 2006 | Мелархёйден/Бреденг | Чемпионка Швеции (8)                    |            |
| 2008                         | Сегельторп          | Чемпионка Швеции (8)                    |            |
| 1997                         | Нака                | Бронзовый призёр чемпионата Швеции (2)  |            |
| 2004                         | Мелархёйден/Бреденг | Бронзовый призёр чемпионата Швеции (2)  |            |
| 1999, 2000                   | АИК                 | Серебряный призёр чемпионата Швеции (4) |            |
| 2007, 2009                   | Сегельторп          | Серебряный призёр чемпионата Швеции (4) |            |
| Международные                |                     |                                         |            |
| 1995                         | Швеция              | Серебряный призёр чемпионата Европы     |            |
| 1996                         | Швеция              | Чемпионка Европы                        |            |
| 2002                         | Швеция              | Бронзовый призёр Олимпийских игр        |            |
| 2005, 2007                   | Швеция              | Бронзовый призёр чемпионата мира (2)    |            |
| 2006                         | Швеция              | Серебряный призёр Олимпийских игр       |            |

| Год  | Достижение                            | Достижение |
| ---- | ------------------------------------- | ---------- |
| 2016 | Включена в Зал славы шведского хоккея |            |

- По данным Eliteprospects.com.